# 気象業務支援センター
一般財団法人気象業務支援センター（きしょうぎょうむしえんセンター、Japan Meteorological Business Support Center）は、気象庁と民間気象事業を結ぶセンターとしての役割を担うとともに気象予報士試験の実施機関である。以前は国土交通省気象庁所管の財団法人であったが、公益法人制度改革に伴い一般財団法人へ移行した。

## 組織
- 所在地：〒101-0054  東京都千代田区神田錦町3-17 東ネンビル

## 沿革
1993年5月の気象業務法の改正により、気象庁が保有する各種の気象データを民間気象事業者等に配信するための「民間気象業務支援センター」を指定すること、また気象予報士の試験を実施する「指定試験機関」を設置することが定められた。
これを受け、「民間気象業務支援センター」及び「指定試験機関」としての事業を担う公益法人として、気象業務支援センターが1994年3月に設立された。

## 主な業務
- 気象業務法第24条の28に基づく「民間気象業務支援センター」として、気象庁の観測データ等を民間事業者等に提供する。
- 同法第24条の5に基づく「指定試験機関」として気象予報士試験を実施する。
- 同法第9条に基づく「登録検定機関」として、気象予報に用いる気象測器の検定を実施する。

## 所属している主な気象予報士
- 村山貢司

## 気象年鑑
気象年鑑（きしょうねんかん）とは、気象庁が監修し、気象業務支援センターが毎年刊行している年鑑である。各年の気象の特徴（毎日の天気図、台風の進路、各地の気象記録など）、気象界の動向などを掲載している。